# GATX
General American Transportation Corporation, GATX – amerykańska firma branży transportowej. Głównym sektorem działalności firmy jest wynajem taboru kolejowego przewoźnikom kolejowym.
GATX jest jednym z największych amerykańskich przedsiębiorstw leasingowych i posiadaczem jednej z największych flot lokomotyw oraz wagonów na świecie.